# Motor boxer de dois cilindros
Animação.
Motor Boxer de dois cilindros é um motor de combustão interna com dois cilindros contrapostos.

## Design típico
A maioria dos motores de duplo plano usa uma configuração boxer para o virabrequim e, portanto, são chamados de motores "boxer duplo". Em um motor boxer duplo, o virabrequim de 180 ° move os pistões em fase um com o outro, portanto, as forças geradas por um pistão são anuladas pelo outro, resultando em excelente equilíbrio primário. A ordem de disparo com espaçamento uniforme também auxilia na redução da vibração. As forças iguais e opostas em um motor duplo boxer, no entanto, geram um par oscilante, devido à distância de deslocamento entre os pistões ao longo do virabrequim.(p27)
Um sistema de ignição comumente usado é a faísca desperdiçada, que é um sistema de ignição simples usando uma bobina de dupla extremidade acionando ambas as velas de ignição em cada revolução (ou seja, durante os cursos de compressão e exaustão). Este sistema não tem distribuidor e requer apenas um único disjuntor de contato e bobina para o motor.

## Usos
Dentre os automóveis que foram produzidos com esta configuração de motor podemos citar os seguintes:
- Gurgel BR-800;
- Gurgel Supermini.

O motor boxer de dois cilindros foi escolhido para equipar motocicletas de diversos fabricantes, entre eles podemos citar os seguintes:
- BMW;
- Moto Guzzi.